# Бердешть
Бердешть, Бердешті (рум. Bărdești) — село у повіті Муреш в Румунії. Входить до складу комуни Синтана-де-Муреш.
Село розташоване на відстані 269 км на північний захід від Бухареста, 6 км на північний захід від Тиргу-Муреша, 72 км на схід від Клуж-Напоки, 134 км на північний захід від Брашова.

## Населення
За даними перепису населення 2002 року у селі проживали 419 осіб.
Національний склад населення села:
| Національність | Кількість осіб | Відсоток |
| -------------- | -------------- | -------- |
| румуни         | 391            | 93,3%    |
| цигани         | 23             | 5,5%     |

Рідною мовою назвали:
| Мова      | Кількість осіб | Відсоток |
| --------- | -------------- | -------- |
| румунська | 403            | 96,2%    |
| циганська | 11             | 2,6%     |